# Jade Thirlwall
Jade Amelia Thirlwall (ur. 26 grudnia 1992) – brytyjska piosenkarka i autorka tekstów, znana z bycia członkinią zespołu Little Mix.

## Życiorys

### Wczesne lata
Urodziła się 26 grudnia 1992 i wychowała w osadzie Laygate w South Shields w Tyne and Wear. Jest córką Jamesa Thirlwalla i Normy Badwi i ponadto ma starszego brata, który nazywa się Karl Thirlwall. Ma korzenie angielskie, egipskie i jemeńskie. Studiowała na uniwersytecie w South Tyneside. Jako nastolatka cierpiała na anoreksję.

### Kariera
Wzięła udział w przesłuchaniach do programu The X Factor w 2008 i 2010 roku, jednak nie udało jej się wyjść poza etap bootcampu. Wróciła w 2011 roku, wykonując piosenkę „I Want to Hold Your Hand” The Beatles. Zagłosowano 4 razy na tak, dzięki czemu tym razem przeszła przez etap bootcampu. Wraz z Leigh-Anne Pinnock miała stworzyć duet o nazwie „Orion”, a Perrie Edwards i Jesy Nelson inną grupę o nazwie „Faux Pas”. Zostały później połączone w czteroosobowy zespół Rhythmix, jednak 28 października 2011 ogłoszono, że nowa nazwa grupy będzie brzmiała Little Mix. 11 grudnia 2011 Little mix zostało pierwszym zespołem, który wygrał program.
Wraz z zespołem wydała pięć albumów: DNA (2012), Salute (2013), Get Weird (2015), Glory Days (2016) i LM5 (2018), a szósty zatytułowany Confetti ukazał się w listopadzie 2020. Była gościem w roli jurora w odcinku „Girl Group Battle Royale” programu RuPaul’s Drag Race UK 31 października 2019. W maju 2020 ogłoszono, że będzie prowadzącą programu Served! stacji MTV.

### Działalność biznesowa
W listopadzie 2019 otworzyła swój własny bar koktajlowy, Red Door, w South Shields, którego nazwa została zmieniona na Arbeia w lutym 2020. W marcu 2020 r. obok Arbei powstał jej nowy klub nocny – Industry.

### Życie prywatne
W 2012 roku zaczęła spotykać się z Samem Craske z zespołu Diversity. Para rozstała się w 2014 roku. W 2016 roku potwierdzono, że jest w związku z Jedem Elliott z The Struts, jednak rozstali się w lipcu 2019.
Jest sojuszniczką społeczności LGBT. W maju 2018 podczas Stonewall Youth Awards mówiła o tym, co to znaczy być sojusznikiem i zachęcała artystów do tego samego. W sierpniu 2018 wzięła udział w Manchester Pride wraz z organizacją LGBT Stonewall, dołączając do 50 młodych osób LGBT na czele parady. W 2019 roku wraz z Michelle Visage zebrała ₤10. 000 dla Mermaids UK. W wyborach powszechnych w Wielkiej Brytanii w 2019 poparła Partię Pracy. W 2019 roku wraz z innymi brytyjskimi gwiazdami, wspięła się na górę Kilimandżaro, aby zebrać fundusze na Dzień Czerwonego Nosa Comic Relief.